# Nikołaj Łomow
Nikołaj Pietrowicz Łomow (ros. Николай Петрович Ломов, ur. 20 lutego 1925 we wsi Kirpicznoje w guberni charkowskiej, zm. 1992 w Moskwie) – funkcjonariusz radzieckich organów bezpieczeństwa, generał porucznik.

## Życiorys
Uczył się w technikum handlowym w Starobielsku i w szkole rzemieślniczej w Wierchnym, od 1941 mieszkał z rodziną w obwodzie saratowskim, gdzie pracował w kołchozie. Od października 1942 uczestniczył w ruchu partyzanckim, był kursantem szkoły specjalnego przeznaczenia Sztabu Ruchu Partyzanckiego, odbywał staż w oddziale szyfrowym, w sierpniu 1943 przerzucony na tyły wroga do polskiego zgrupowania partyzanckiego „Jeszcze Polska nie zginęła” Roberta Satanowskiego działającego na Wołyniu, w 1944 otrzymał stopień porucznika. We wrześniu 1944 został inspektorem wydziału specjalnego (szyfrowego) PKWN w Lublinie, od października 1945 służył w Armii Czerwonej jako słuchacz kursów doskonalenia kadry dowódczej piechoty Woroneskiego Okręgu Wojskowego, w grudniu 1946 został przeniesiony do rezerwy, później pracował w kołchozie i działał w Komsomole, w 1949 został inspektorem wydziału Komitetu Obwodowego Komsomołu w Saratowie. W 1950 ukończył szkołę pedagogiczną w Engelsie i został kierownikiem Wydziału ds. Pracy Wśród Młodzieży Wiejskiej, 1951–1952 był sekretarzem ds. kadr, 1952–1954 II sekretarzem, a 1954–1957 I sekretarzem Komitetu Obwodowego Komsomołu w Saratowie. Od października 1957 do 1961 był słuchaczem wyższej szkoły partyjnej w Saratowie, 1961–1962 zastępcą kierownika Wydziału Organów Partyjnych Komitetu Obwodowego KPZR w Saratowie, 1962–1963 I sekretarzem Wolskiego Komitetu Rejonowego KPZR, a 1963–1964 zastępcą kierownika Wydziału Organów Partyjnych Komitetu Obwodowego KPZR w Saratowie. Od października 1964 pracował w KGB, w styczniu 1965 skończył kursy doskonalenia kadry kierowniczej przy Wyższej Szkole KGB im. Dzierżyńskiego, od stycznia 1965 do stycznia 1974 był zastępcą szefa Zarządu KGB obwodu saratowskiego w stopniu podpułkownika, następnie pułkownika, a od stycznia 1974 do stycznia 1978 szefem Zarządu KGB obwodu orenburskiego, w 1975 otrzymał stopień generała majora. Od 18 kwietnia 1978 do 12 grudnia 1985 był przewodniczącym KGB Kirgiskiej SRR w stopniu generała porucznika, w styczniu 1986 został przeniesiony do rezerwy czynnej, pracował w Ministerstwie Produkcji Nawozów Mineralnych ZSRR m.in. jako wiceminister i szef Zarządu 1 i Zarządu Specjalnego, od czerwca 1990 był szefem działu stowarzyszenia agrochemicznego „Agrochim”, w listopadzie 1990 zwolniono go z KGB z powodu wieku.

## Odznaczenia
- Order Rewolucji Październikowej (1977)
- Order Wojny Ojczyźnianej I klasy (1985)
- Order Czerwonego Sztandaru Pracy (1957)
- Order Czerwonej Gwiazdy (1965)
- Odznaka „Honorowy Funkcjonariusz Bezpieczeństwa” (1976)